# SINGLES+
『SINGLES+』（シングルス・プラス）は、吉川晃司のベスト・アルバム。
2014年6月25日にワーナーミュージック・ジャパンよりリリースされた。

## 概要
30周年記念のシングルコレクションアルバム。なお、スタジオ録音曲のオリジナルバージョンでの収録曲は半数で、「SINGLES+」の「＋」記載通り、通常のベスト・アルバムと異なり、ライブ・ヴァージョン、リメイク、リミックスバージョンが収録されている。

## 収録曲

### Disc.1
★は、初商品化作品。※は、映像作品収録曲を初CD化。
1. Juicy Jungle (LIVE)★[注 1]
  - Live from ap bank fes '12 Recorded at 宮城県国営みちのく杜の湖畔公園 2012.8.18[注 2]

2012年「ap bank fes」より。演奏は小林武史や櫻井和寿などが参加するBank Band。冒頭で吉川を紹介している声は櫻井。
2. サヨナラは八月のララバイ (LIVE)※
  - Live from 20th～21st LIVE GOLDEN YEARS "Thanks0201" Recorded at 日本武道館 2005.2.1
3. TARZAN (LIVE)※
  - Live at CLUB JUNGLE TOUR "TARZAN！" Recorded at 両国国技館 2007.8.18
4. 光と影 (LIVE)※
  - Live from 25th Anniversary "LIVE GOLDEN YEARS TOUR" Recorded at 日本武道館 2010.2.6
5. パンドーラ (LIVE)★
  - Live from Winter Groove Recorded at 国立代々木競技場第二体育館 2010.12.29
6. RAIN-DANCEがきこえる (TV)★
  - Recorded at フジテレビ「僕らの音楽」 2011

後藤次利が参加している。
7. KEY 胸のドアを暴け (ORIGINAL)
8. サバンナの夜 (LIVE)※
  - Live at CLUB JUNGLE TOUR "TARZAN！" Recorded at 両国国技館 2007.8.18
9. キャンドルの瞳 (2014 REMIX)★
10. ベイビージェーン (LIVE)※
  - Live at CLUB JUNGLE TOUR "TARZAN！" Recorded at 両国国技館 2007.8.18
11. MARILYNE (ORIGINAL)
12. すべてはこの夜に (ORIGINAL)
13. A-LA-BA・LA-M-BA (LIVE)★
  - Live at COMPLEX TOUR 1989 Recorded at 横浜アリーナ 1989.8.27

COMPLEXでのライブ音源
14. せつなさを殺せない 2014 (NEW)★
15. You Gotta Chance 〜ダンスで夏を抱きしめて〜 (ORIGINAL)
16. プリティ・デイト (ORIGINAL)
  - アルバム収録は26年振り。
17. FOREVER ROAD (LIVE)
  - Live at CONCERT TOUR 1995 "FOREVER ROAD" Recorded at 横浜アリーナ 1995.8.14, 15

### Disc.2
1. Virgin Moon (2014 REMIX)★
  - Remixed by Tatsuya Sakamoto
2. Nobody's Perfect (ORIGINAL)
  - アルバム『SAMURAI ROCK』収録バージョンで収録。
3. 狂った太陽 (LIVE)※
  - Live from 20th～21st LIVE GOLDEN YEARS "Thanks0201" Recorded at 日本武道館 2005.2.1
4. Brain SUGAR (ORIGINAL)
  - ブックレットはシングル・ヴァージョンである「Mad Blade Mix」と表記されているが、実際はアルバム『Shyness Overdrive』収録ヴァージョン。
5. ジャスミン (ORIGINAL)
6. SAMURAI ROCK (ORIGINAL)
7. ギラギラ
8. KISSに撃たれて眠りたい (ORIGINAL)
9. Modern Time (LIVE)★
  - Live from Winter Groove Recorded at 国立代々木競技場第二体育館 2010.12.29
  - 次曲と繋がる編集がされている
10. SHADOW BEAT (LIVE)★
  - Live from Winter Groove Recorded at 国立代々木競技場第二体育館 2010.12.29
11. Cloudy Heart (LIVE)
  - Live at KEEP ON KICKIN' & SINGIN' !!!!  ～日本一心～ Recorded at 横浜アリーナ 2011.10.30
12. BOY'S LIFE (LIVE)
  - Live at CONCERT TOUR 1995 "FOREVER ROAD" Recorded at 横浜アリーナ 1995.8.14, 15
13. RUNAWAY (ORIGINAL)
14. アクセル (ORIGINAL)
15. Glow In The Dark (ORIGINAL)
16. Rambling Rose (ORIGINAL)
17. 終わらないSun Set (ORIGINAL)
18. HEART∞BREAKER (ORIGINAL)
  - アルバム『SAMURAI ROCK』収録バージョンで収録。

### Disc.3
1. Crack (LIVE)
  - Live from 25th Year's Eve Recorded at 国立代々木競技場第二体育館 2008.12.31

アルバム『Double-edged sword』の初回限定盤 Disc 2のライブアルバム「25th Year's Eve Live」に収録されているが、イントロの前が数秒長く収録されている。
2. エロス (ORIGINAL)
3. ジェラシーを微笑みにかえて (ORIGINAL)
4. モニカ (2004 ORIGINAL)
  - アルバム『Thank You』収録ヴァージョン。
5. Black Corvette '98 (ORIGINAL)
6. No No サーキュレーション (LIVE)★
  - Live at COMPLEX TOUR 1989 Recorded at 横浜アリーナ 1989.8.27
7. ナイフ 〜survival version〜
  - シングル『パンドーラ』カップリング収録のリミックス・ヴァージョン
8. Milky Way (LIVE)★
  - Live from 25th Year's Eve Recorded at 国立代々木競技場第二体育館 2008.12.31

アルバム『Double-edged sword』の初回限定盤 Disc 2のライブアルバム「25th Year's Eve Live」未収録曲。
9. VENUS ～迷い子の未来 (ORIGINAL)★
  - サビの歌詞が異なるヴァージョン
10. パラシュートが落ちた夏 (LIVE)※
  - Live from '85 LIVE for Rockfeeling Kids Recorded at 日本武道館 1985.1.17
11. 恋のジェリーフィッシュ (ORIGINAL)
12. 傷だらけのダイヤモンド (ORIGINAL)
  - アルバム『Double-edged sword』収録ヴァージョン
13. LA VIE EN ROSE (TV)★
  - Recorded at フジテレビ「僕らの音楽」 2011

大澤誉志幸との競演。曲はオリジナルではなくベストアルバム『KEEP ON SINGIN'!!!!!〜日本一心〜』収録の「LA VIE EN ROSE 2011」。
14. ONE WORLD (ORIGINAL)
15. The Gundogs (ORIGINAL)
  - ミニアルバム『The Gundogs』収録の「Dobermann Mix」を収録。
16. にくまれそうなNEWフェイス (LIVE)※
  - Live from 20th～21st LIVE GOLDEN YEARS "Thanks0201" Recorded at 日本武道館 2005.2.1
17. SPEED (ORIGINAL)
18. INNOCENT SKY (LIVE)
  - Live at KEEP ON KICKIN' & SINGIN' !!!!  ～日本一心～ Recorded at 横浜アリーナ 2011.10.30

## 参加ミュージシャン
New Recordings"せつなさを殺せない 2014"
- Sound Produced by Koji Kikkawa & Hiroaki Sugawara
- recording Endinieer by Tatsuya Sakamoto

- 吉川晃司 - ボーカル、ギター
- 菅原弘明 - ギター
- 吉田建 - ベース
- 村上“ポンタ”秀一 - ドラムス
- ホッピー神山 - キーボード
- 荒木一三 - ギターテクニシャン

ap bank fes '12 宮城県国営みちのく杜の湖畔公園 2012.8.18
- 櫻井和寿 - ギター、ボーカル、コーラス
- 小林武史 - キーボード
- 小倉博和 - ギター
- 亀田誠治 - ベース
- 河村"カースケ"智康 - ドラムス
- 山本拓夫 - サックス
- 西村浩二 - トランペット
- 藤井珠緒 - パーカッション
- 沖祥子 - バイオリン
- 田島朗子 - バイオリン
- 菊地幹代 - ヴィオラ
- 登坂亮太 - コーラス
- イシイモモコ - コーラス

20th～21st LIVE GOLDEN YEARS "Thanks0201" 日本武道館 2005.2.1
- 原田喧太 - ギター
- 小池ヒロミチ - ベース
- 矢代恒彦 - キーボード
- 酒井麿 - ドラムス

CLUB JUNGLE TOUR "TARZAN!" 両国国技館 2007.8.18
- 弥吉淳二 - ギター
- 菊地英昭 - ギター
- 小池ヒロミチ - ベース
- ホッピー神山 - キーボード
- 矢代恒彦 - キーボード
- 坂東慧 - ドラムス

Winter Groove 国立代々木競技場第二体育館 2010.12.29
- 菊地英昭 - ギター
- 伊藤可久 - ギター
- 小池ヒロミチ - ベース
- ホッピー神山 - キーボード
- 菅沼孝三 - ドラムス

フジテレビ「僕らの音楽」 2011

「RAIN-DANCEがきこえる」
- 後藤次利 - ベース
- 菊地英昭 - ギター
- 伊藤可久 - ギター
- 矢代恒彦 - キーボード
- SATOKO - ドラムス

「LA VIE EN ROSE」
- 吉川晃司 - ボーカル
- 大沢誉志幸 - ボーカル
- 菊地英昭 - ギター
- 伊藤可久 - ギター
- 小池ヒロミチ - ベース
- 矢代恒彦 - キーボード
- SATOKO - ドラムス

COMPLEX TOUR 1989 横浜アリーナ 1989.8.27
- 布袋寅泰 - ギター
- 小池ヒロミチ - ベース
- 小森茂生 - キーボード
- 池畑潤二 - ドラムス

CONCERT TOUR 1995 "FOREVER ROAD" 横浜アリーナ 1995.8.14, 15
- 原田喧太 - ギター
- 浅田孟 - ベース
- 矢代恒彦 - キーボード
- 上領亘 - ドラムス
- YUKARIE - サックス
- 桑島幻矢 - マニピュレーター

KEEP ON KICKIN' & SINGIN' !!!!  ～日本一心～ 横浜アリーナ 2011.10.30
- 菊地英昭 - ギター
- 伊藤可久 - ギター
- 小池ヒロミチ - ベース
- 矢代恒彦 - キーボード
- 坂東慧 - ドラムス

25th Year's Eve Recorded at 国立代々木競技場第二体育館 2008.12.31
- アベフトシ - ギター
- JOE - ベース
- ホッピー神山 - キーボード
- SATOKO - ドラムス

'85 LIVE for Rockfeeling Kids 日本武道館 1985.1.17
- 稲葉智 - ギター
- 笠原敏幸 - ベース
- 山崎透 - キーボード
- 椎野恭一 - ドラムス
- エリック笠原 - サックス
- 松武秀樹 - プログラマー